# Aksu Deresi
Der Aksu Deresi ist ein Fluss in der nordtürkischen Provinz Giresun.
Der Aksu Deresi entspringt an der Nordostflanke des 3095 m hohen Karagöl, eines Gipfels im Gebirgszug des Giresun-Gebirges. Der Fluss durchfließt das Ostpontische Gebirge anfangs in ostnordöstlicher Richtung, später wendet er sich nach Norden. Am Flusslauf liegen die Ortschaften Aksu, Kızıltaş, Sarıyakup, Pınarlar und Alancık. Der Aksu Deresi passiert die Kreisstadt Dereli und mündet schließlich am östlichen Stadtrand der Provinzhauptstadt Giresun ins Schwarze Meer. Der Aksu Deresi hat eine Länge von 60 km. Die Fernstraße D865 verläuft entlang dem Mittel- und Unterlauf.